# Scipio del Campo

Herb rodziny

Scipio del Campo – rodzina włoska przybyła do Rzeczypospolitej z Włoch, osiadła na Ukrainie, Białorusi i w Galicji. Piotr del Campo o przydomku „Scipio” był gubernatorem księstwa Bari we Włoszech. Jako marszałek królowej Bony, przybył w jej orszaku w 1518 r. do Polski. Jego potomkowie osiedli na Litwie, gdzie weszli w posiadanie dóbr na terenie Grodzieńszczyzny. W kolejnych pokoleniach część z nich osiadła na Ukrainie.

## Koligacje
Ród Scipio del Campo był skoligacony poprzez małżeństwa z przedstawicielami następujących rodów: Baranowicze h. Junosza, Brześciańscy h. Sas, Bystrejowie, Byszewscy h. Abdank, ks. Druccy-Lubeccy h. Druck, Firlejowie h. Lewart, Grabowscy h. Pobóg, Grotowscy, Gutowscy h. Ślepowron, Józefowicz-Hlebicccy h. Leliwa, Jabłonowscy h. Grzymała, Judyccy h. Radwan, Kopciowie h. Kroje, Kuniccy h. Bończa, Lewiccy h. Rogala, Micutowie h. Gozdawa, Olędzcy h. Rawicz, książęta Połubińscy h. Jastrzębiec, Próchniccy h. Korczak, ks. Radziwiłłowie h. Trąby, Suchodolscy h. Ślepowron, Syruciowie h. Doliwa, Świeżawscy h. Paprzyca, hr. Tarnowscy h. Leliwa, Weiglowie, Wybranowscy h. Poraj, Ziembiccy.

## Posiadłości rodowe
Bieniowice, Brzezice, Bychawa, Harasimowicze, Horodziszczyzna, Hutki, Łopuszka Wielka, Olekszyce, Puszkarowszczyzna, Repla, Skała, Siekierzyńce, Siekkurcze i Szczucinek.

## Fundacje kościelne
Ufundowali kolegium pijarów w Werenowie.

## Znani przedstawiciele
- Jan Scipio del Campo (? – 1738) – kasztelan smoleński;
- Józef Scipio del Campo (? – 1743) – marszałek nadworny litewski;
- Ignacy Scipio del Campo – starosta lidzki;
- Karol Scipio del Campo (1767–1831) – generał major w powstaniu kościuszkowskim;
- Karol Scipio del Campo (1842–1912) – poseł do Sejmu Krajowego Galicji;
- Jan Scipio del Campo (1801–1890) – ksiądz, kanonik Kapituły Krakowskiej;
- Michał Scipio del Campo (1887–1984) – polski lotnik, inżynier termodynamik;
- Włodzimierz Scipio del Campo (1885–1959) – ziemianin, jeden z prezesów Aeroklubu Lubelskiego;
- Roman Scipio del Campo (1877–?) – inżynier, odkrywca złóż alabastru w Kańczudze;
- Teresa del Campo Scypionowa z Druckich-Lubeckich – właścicielka dóbr Stara Miłosna pod Warszawą;
- Helena Grotowska z domu Scipio del Campo – pracownik Ministerstwa Wyznań Religijnych i Oświecenia Publicznego, lektor języka włoskiego na Uniwersytecie Łódzkim, żona prof. dr. Mariana Grotowskiego;
- ks. prałat Józef Scipio del Campo – inicjator budowy kościoła i cmentarza w Kraśniku, niezrealizowanie skutkowało powojennymi wydarzeniami w tej miejscowości;
- ks. Władysław Bukowiński (1904–1974) – syn Cypriana Józefa Bukowińskiego i Jadwigi z d. Scipio del Campo.

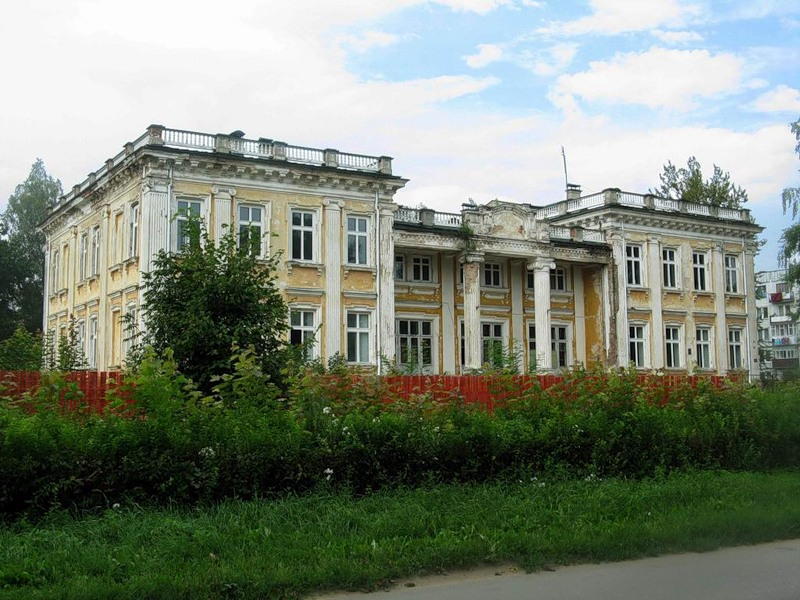
Pałac w Szczuczynie

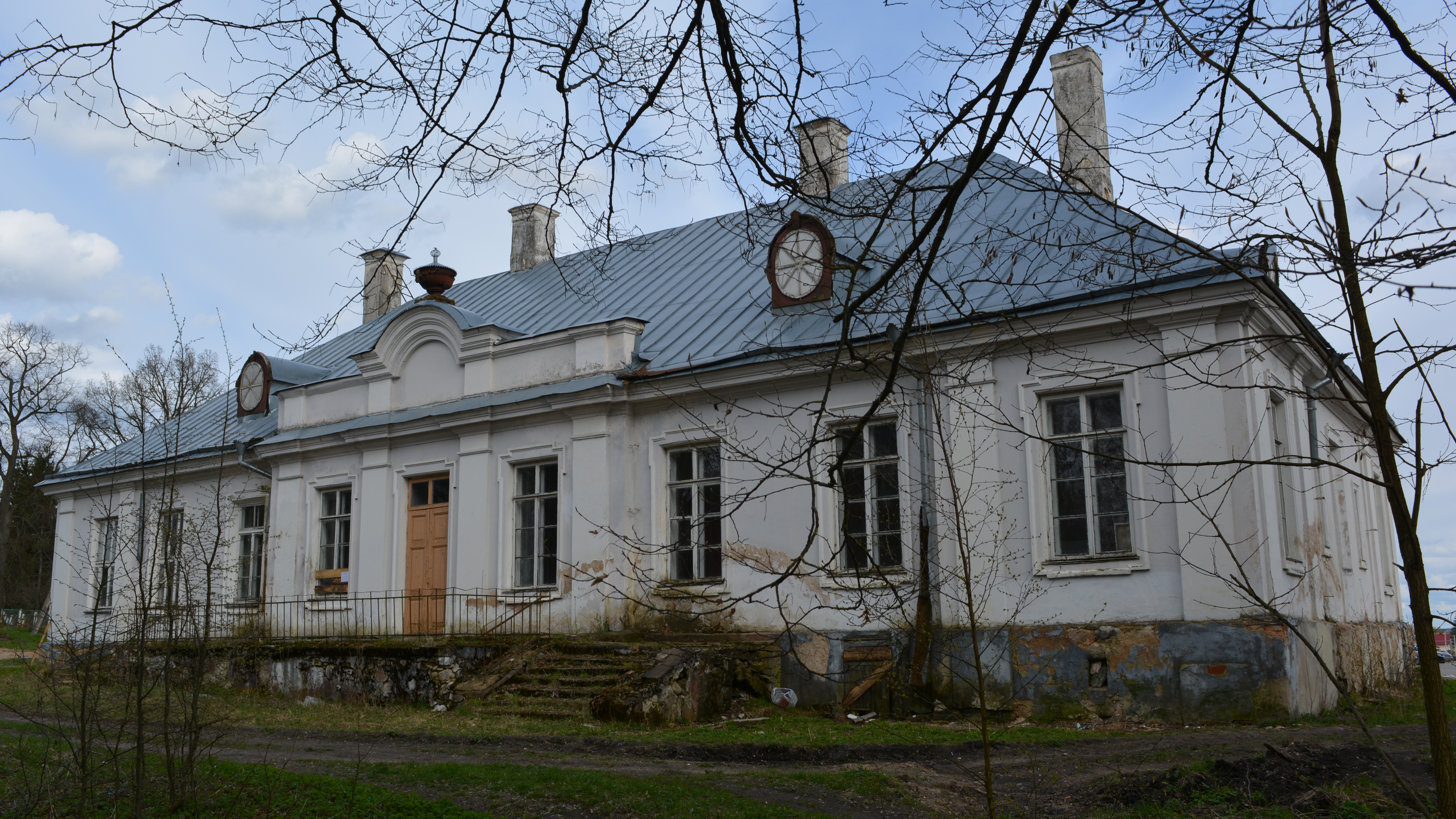
Pałac w Woranawie